# Литл Котонвуд Крик Вали (Јута)
Литл Котонвуд Крик Вали (енгл. Little Cottonwood Creek Valley) град је у америчкој савезној држави Јута.

## Демографија
По попису из 2000. године број становника је 7.221.
| Група             | 2000.         | 2010.    |
| Белци             | 6.809 (94,3%) | 0 (0,0%) |
| Афроамериканци    | 37 (0,5%)     | 0 (0,0%) |
| Азијати           | 92 (1,3%)     | 0 (0,0%) |
| Хиспаноамериканци | 162 (2,2%)    | 0 (0,0%) |
| Укупно            | 7.221         | 0        |